# World Games 2017/Teilnehmer (Katar)
| Gelbes Symbol für Goldmedaillen mit stilisierten Olympischen Ringen | Graues Symbol für Silbermedaillen mit stilisierten Olympischen Ringen | Braundes Symbol für Bronzemedaillen mit stilisierten Olympischen Ringen |
| ------------------------------------------------------------------- | --------------------------------------------------------------------- | ----------------------------------------------------------------------- |
| —                                                                   | —                                                                     | 1                                                                       |

Katar nahm in Breslau an den World Games 2017 teil. Die katarische Delegation bestand aus zehn Athleten, diese gehörten alle der Mannschaft im Beachhandball an.

## Medaillengewinner

### Bronze
| Name | Sportart      | Wettkampf  |
| --- | ------------- | ---------- |
| Amir Denguir Hadi Hamdoon Mohamed Hassan Hani Kakhi Sid Kenaoui Mohab Mahfouz Mutasem Mohamed Ahmed Morgan Mohsin Yafai Anis Zouaoui | Beachhandball | Mannschaft |

## Teilnehmer nach Sportart

### Beachhandball
| Wettbewerb       | Männer |
| ---------------- | --- |
| Athleten         | Amir Denguir Hadi Hamdoon Mohamed Hassan Hani Kakhi Sid Kenaoui Mohab Mahfouz Mutasem Mohamed Ahmed Morgan Mohsin Yafai Anis Zouaoui |
| Gruppenphase     | Australien 2:0 Uruguay 2:0 Brasilien 2:1                                                                                             |
| Viertelfinale    | Ägypten 2:0 |
| Halbfinale       | Kroatien 1:2 |
| Spiel um Platz 3 | Ungarn 2:1 |
| Platzierung      | Bronze |